# Chlorodiazepoksyd
Chlorodiazepoksyd (łac. chlordiazepoxidum) – organiczny związek chemiczny, pochodna benzodiazepiny. Stosowany jako lek z grupy benzodiazepin. Związek ten został otrzymany przypadkowo w 1954 roku, jednak nie zwrócono na niego uwagi. Został zsyntetyzowany w roku 1957 przez absolwenta Uniwersytetu Jagiellońskiego Leona Sternbacha (1908–2005). Opatentowany w roku 1958, natomiast wprowadzony do lecznictwa jako pierwszy lek z tej grupy w lutym 1960 roku pod nazwą handlową Librium przez koncern farmaceutyczny Hoffmann-La Roche. Nasila działania receptorów GABA. Wykazuje silne działanie zarówno przeciwlękowe, jak i uspokajające, oraz umiarkowanie miorelaksacyjnie, umiarkowanie nasennie – w dawkach małych (do 10 mg) i silnie nasenne – w dawkach dużych (30 mg). Ponadto odznacza się niewielkim działaniem rozkurczowym. Może wywoływać uzależnienie.
W latach 1966–1980 chlorodiazepoksyd był najczęściej (pod nazwą Elenium) przepisywaną pochodną benzodiazepiny w Polsce. Obecnie w porównaniu z innymi benzodiazepinami jest stosowany rzadko, z wyraźną tendencją spadkową. Powodem tego zjawiska jest m.in. wprowadzenie do lecznictwa innych benzodiazepin o bardziej selektywnym działaniu oraz powodujących mniejsze w porównaniu z chlorodiazepoksydem objawy niepożądane.
Jest modelowym (porównawczym) lekiem dla całej grupy benzodiazepin. Chlorodiazepoksyd działa słabiej, ale dłużej od diazepamu. W profilu działania w porównaniu z diazepamem wykazuje silniejszy kierunek przeciwlękowy. W badaniach toksyczności stwierdzono, że częściej niż inne pochodne benzodiazepiny może wywoływać żółtaczkę, hiperbilirubinemię, agranulocytozę oraz skórne objawy alergiczne. Jednakże toksyczność ogólna chlorodiazepoksydu jest uznawana za mniejszą niż pochodnych benzodiazepin „nitrowych” (nitrazepam, flunitrazepam, klonazepam). W razie konieczności podawania pochodnych benzodiazepiny u pacjentów z niewydolnością wątroby preferuje się te, które nie są metabolizowane lub metabolizowane są w śladowych ilościach (np. lorazepam, oksazepam).

## Działanie
Działa hamująco na niektóre części mózgu, szczególnie na układ limbiczny, podwzgórze, i wzgórze. Poprzez nasilanie działania receptorów GABA (neuroprzekaźnik) powoduje otwarcie kanałów chlorkowych, co w efekcie prowadzi do hiperpolaryzacji błony komórkowej neuronów i zahamowania ich czynności.
Działa uspokajająco, nasennie, relaksująco oraz rozkurczowo. Hamuje reakcje emocjonalne. W mniejszym stopniu działa także przeciwdrgawkowo.
Lek przenika z krwi do płynu mózgowo-rdzeniowego, łożyska i mleka matki.

### Farmakokinetyka
Chlordiazepoksyd stosunkowo powoli wchłania się z przewodu pokarmowego. Przy podawaniu doustnym, maksymalne stężenie chlorodiazepoksydu we krwi jest bardzo zmienne (zależne od czynników osobniczych takich jak wiek, rasa, wydolność wątroby) i osiągane w dużym przedziale czasowym, wynoszącym ok. 1–4 godzin. W związku z tym okres półtrwania również jest zmienny i wynosi od 6 do 30 godzin. W stanie stacjonarnym objętość dystrybucji wynosi ok. 0,3-0,4 l/kg masy ciała. Wiąże się z białkami osocza w 93–97%. W 
wątrobie związek ulega intensywnym przemianom w wielorakich szlakach metabolicznych, do aktywnych farmakologicznie: dimetylochlorodiazepoksydu, demoksepamu, nordiazepamu. Niekiedy spotyka się również bardzo małe ilości oksazepamu. Metabolity znacznie wydłużają czas działania farmakologicznego chlorodiazepoksydu. Zaledwie 1% przyjętej dawki wydalane jest w stanie niezmienionym. Chlorodiazepoksyd wraz z metabolitami jest wydalany powoli z moczem (nordiazepam i demoksepam w postaci nieaktywnych, sprzężonych glukuronianów). Stan stacjonarny po regularnym podawaniu per os osiąga w trzeciej dobie, podczas gdy akumulacja metabolitów następuje znacznie wolniej.
Zarejestrowany w lecznictwie polskim preparat doustny Elenium zawiera wolny chlorodiazepoksyd, natomiast Huberplex dostępny w Hiszpanii zawiera chlorowodorek chlorodiazepoksydu.

### Działania niepożądane
Niepożądanymi skutkami działania leku mogą być:
- upośledzenie sprawności psychofizycznej oraz funkcji poznawczych,
- senność, szczególnie na początku kuracji lekiem,
- zmęczenie,
- ataksja,
- zawroty głowy,
- nudności,
- zaparcia,
- omdlenia.

#### Zespół abstynencyjny
Lek powoduje uzależnienie. Po nagłym odstawieniu może wystąpić zespół abstynencyjny w postaci objawów takich jak:
- lęk,
- zaburzenia snu,
- napady agresji
- drażliwość,
- depresja,
- bóle i skurcze mięśni,
- brak łaknienia.

#### Przedawkowanie
Chlorodiazepoksyd podany w jednorazowej dawce doustnej 500–600 mg wywołuje następujące objawy przedawkowania:
- częstoskurcz,
- hipotonia,
- zaburzenia świadomości i koordynacji ruchowej (splątanie),
- śpiączka
- zahamowanie czynności ośrodka oddechowego.

Przeciwdziałanie:
- płukanie żołądka,
- dożylne podawanie płynów,
- dożylne podanie flumazenilu,

Ze względu na krótki czas działania flumazenilu, po jego podaniu dalej monitoruje się tętno i oddech pacjenta, by w razie potrzeby podać kolejną dawkę. Nie należy podawać pacjentowi leków uspokajających nawet, jeśli wystąpi pobudzenie.

#### Zatrucia ostre[15]
Nie jest znana dawka śmiertelna (dosis letalis) dla człowieka (nie ustalono jednoznacznie LD). Podobnie jak w przypadku pozostałych leków z grupy benzodiazepin zatrucia ostre należą do rzadkości, pod warunkiem, że nie są to zatrucia mieszane (udział substancji z innych grup chemicznych). W literaturze opisano nieliczne przypadki zatruć śmiertelnych po zażyciu bardzo wysokich dawek chlorodiazepoksydu (4000 mg i 11000 mg). Natomiast u pacjentów którzy przeżyli ciężkie zatrucia chlorodiazepoksydem występowały trwałe uszkodzenia mózgu oraz ciężkie uszkodzenie wątroby.

#### Działanie na płód
Stosowanie leku w okresie ciąży (szczególnie w 1 i 3 trymestrze) może powodować wady u płodu, a także objawy zespołu abstynencyjnego u noworodków. Jeśli lek był przyjmowany w dużych dawkach w 3 trymestrze ciąży dodatkowo mogą wystąpić: hipotonia, hipotermia, osłabienie odruchu ssania.

## Zastosowania
Chlorodiazepoksyd znajduje zastosowanie w stanach lękowych, nadmiernej aktywności, bezsenności, jako środek wspomagający w leczeniu depresji, alkoholizmie, w stanach zatrucia alkoholem. Także w przypadku skurczów mięśni na tle psychicznym lub nerwowym. Iniekcje stosuje się w stadium przygotowania do operacji chirurgicznych oraz po operacjach. Małe dawki dobowe chlorodiazepoksydu (5–10 mg) znajdują niekiedy zastosowanie pomocnicze w geriatrii
W przypadku długotrwałego przyjmowania odstawianie leku następować musi stopniowo.
W literaturze istnieje opinia, że spośród pozostałych pochodnych benzodiazepiny chlordiazepoksyd jest uważany za najlepszy lek w opanowywaniu pobudzenia i innych objawów występujących w przewlekłym alkoholizmie oraz w zespole odstawiennym. W tym zastosowaniu dawki dobowe zalecane przez klinicystów są bardzo wysokie, sięgające nawet do 100–200 mg jednorazowo, oraz 300 mg w ciągu doby (w lecznictwie zamkniętym). Tak wysokie dawki chlordiazepoksydu, przekraczające maksymalne zalecenia farmakopealne (Według FP XII aktualnie zalecana dawka maksymalna jednorazowa chlorodiazepoksydu wynosi 25 mg, natomiast maksymalna dawka dobowa wynosi 100 mg) są jednak dopuszczalne przez charakterystykę produktu leczniczego oraz poradniki terapeutyczne

### Przeciwwskazania
Leku nie wolno podawać pacjentom uczulonym na preparat. Osoby z zaburzoną funkcją nerek i wątroby, oraz pacjenci chorzy na miastenię i jaskrę powinni powiadomić o tym lekarza przed rozpoczęciem kuracji. Zaleca się ostrożność w stosowaniu u osób starszych i wycieńczonych, a także chorych na depresję, uzależnionych od alkoholu, nadużywających innych leków, oraz z zaburzeniami osobowości. Nie podaje się dzieciom poniżej 6 roku życia. Stosowanie u kobiet w okresie ciąży i karmienia piersią jest dopuszczalne jedynie w sytuacji, gdy istnieje bezwzględna konieczność, a stosowanie innych, podobnych leków nie jest możliwe.

### Interakcje
Alkohol wzmacnia działanie leku. Leku nie należy łączyć także ze środkami działającymi depresyjnie na OUN, takimi jak: barbiturany, pochodne fenotiazyny, inhibitory MAO, opioidy, leki przeciwdepresyjne, neuroleptyki, leki przeciwhistaminowe, klonidyna, i leki uspokajające. Lek może nasilać toksyczność leków przeciwpadaczkowych.

### Dawkowanie
U dorosłych dawka najczęściej wynosi 5–10 mg 2-4 razy dziennie. W ciężkich stanach lękowych przyjmuje się do 40–100 mg na dobę. Jako lek nasenny podaje się jednorazowo 10–20 mg na godzinę przed snem. W klinicznych przypadkach psychiatrycznych podaje się 50–100 mg dziennie podzielone na 3-4 dawki. Dawki dla osób starszych i osłabionych są znacznie mniejsze (5–20 mg na dobę).

## Preparaty – Polska

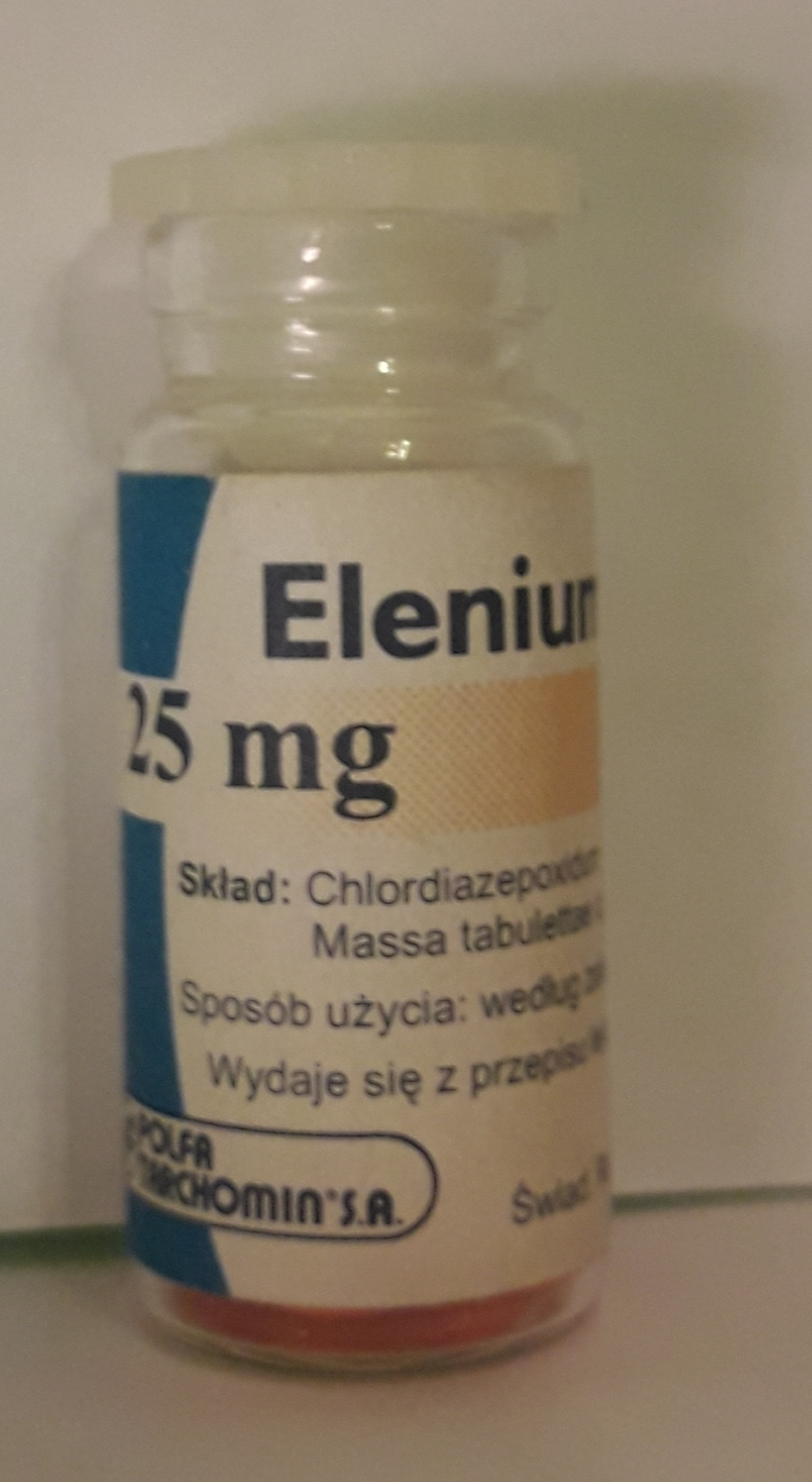
Lek Elenium w dawce 25 mg

- Elenium (tabletki) – Tarchomińskie Zakłady Farmaceutyczne Polfa. Preparat produkowany od 1965 roku[20][17]. Jest to jedyny obecnie (stan na 2025 r.) dostępny w Polsce produkt leczniczy zawierający chlorodiazepoksyd[21].

W latach 1971–1994 były także produkowane przez Warszawskie Zakłady Farmaceutyczne Polfa pod nazwą Elenium preparaty do wstrzyknięć domięśniowych i dożylnych, a w latach 1971–1982 produkowany był przez Krakowskie Zakłady Farmaceutyczne Polfa pod nazwą Elpentrin lek złożony zawierający chlorodiazepoksyd i tetraazotan pentaerytrytolu. Ponadto w latach 1968–1995 w Polsce był dostępny (okresowo, nieregularnie) importowany ze Szwajcarii (Roche) lek złożony, zawierający chorodiazepoksyd i bromek klidyniowy pod nazwą handlową Librax.